# Gang van Müller

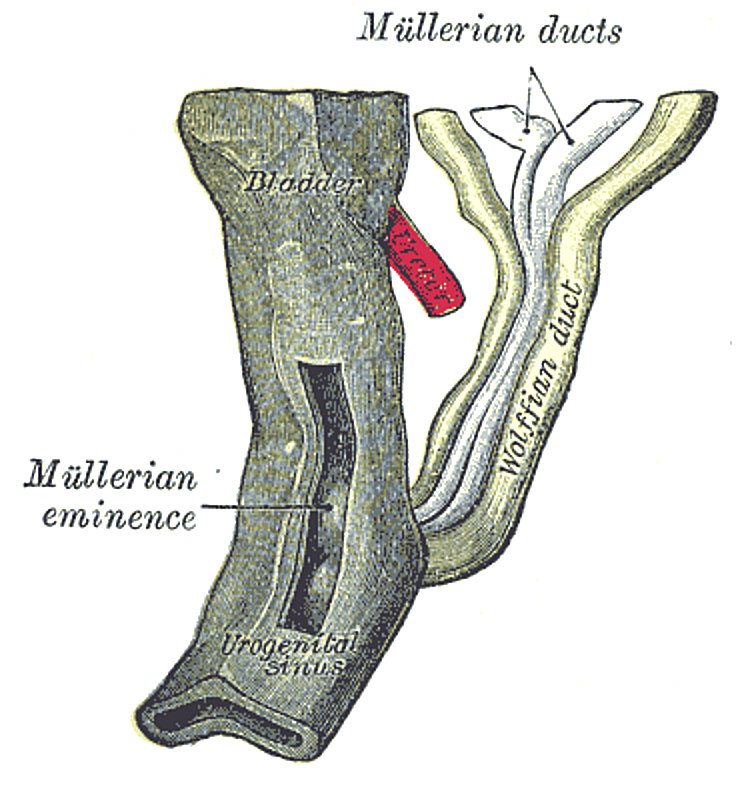
Sinus urogenitalis van vrouwelijk menselijk embryo van acht en een half tot negen weken oud.

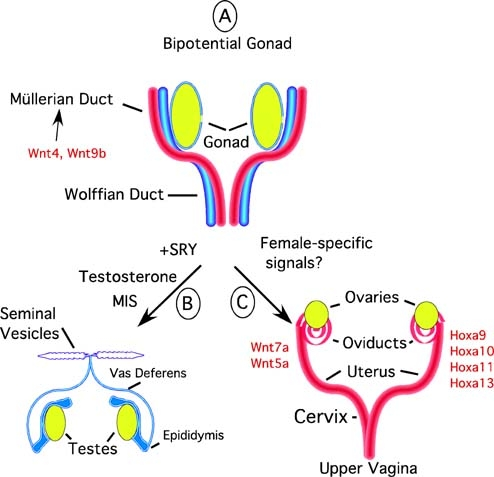
A. Voor de overgang van embryo naar foetus zijn de gonaden, gangen van Wolff (blauw) en gangen van Müller (rood) van de gonadale richel bipotentieel
B. Bij aanwezigheid van een SRY-gen activeert deze SOX9 en differentiëren de gonaden van de teelballen die zowel het antimüllerseganghormoon (AMH) produceren om de gangen van Müller uit te schakelen als testosteron om de differentiatie van de gangen van Wolff te stimuleren
C. In afwezigheid van SRY differentiëren in de regel de eierstokken zich, degenereren de gangen van Wolff en ontwikkelen de gangen van Müller zich tot een eenvoudige zuilvormige epitheelbuis die zich differentieert tot de eileiders, baarmoeder, baarmoederhals en het bovenste deel van de vagina

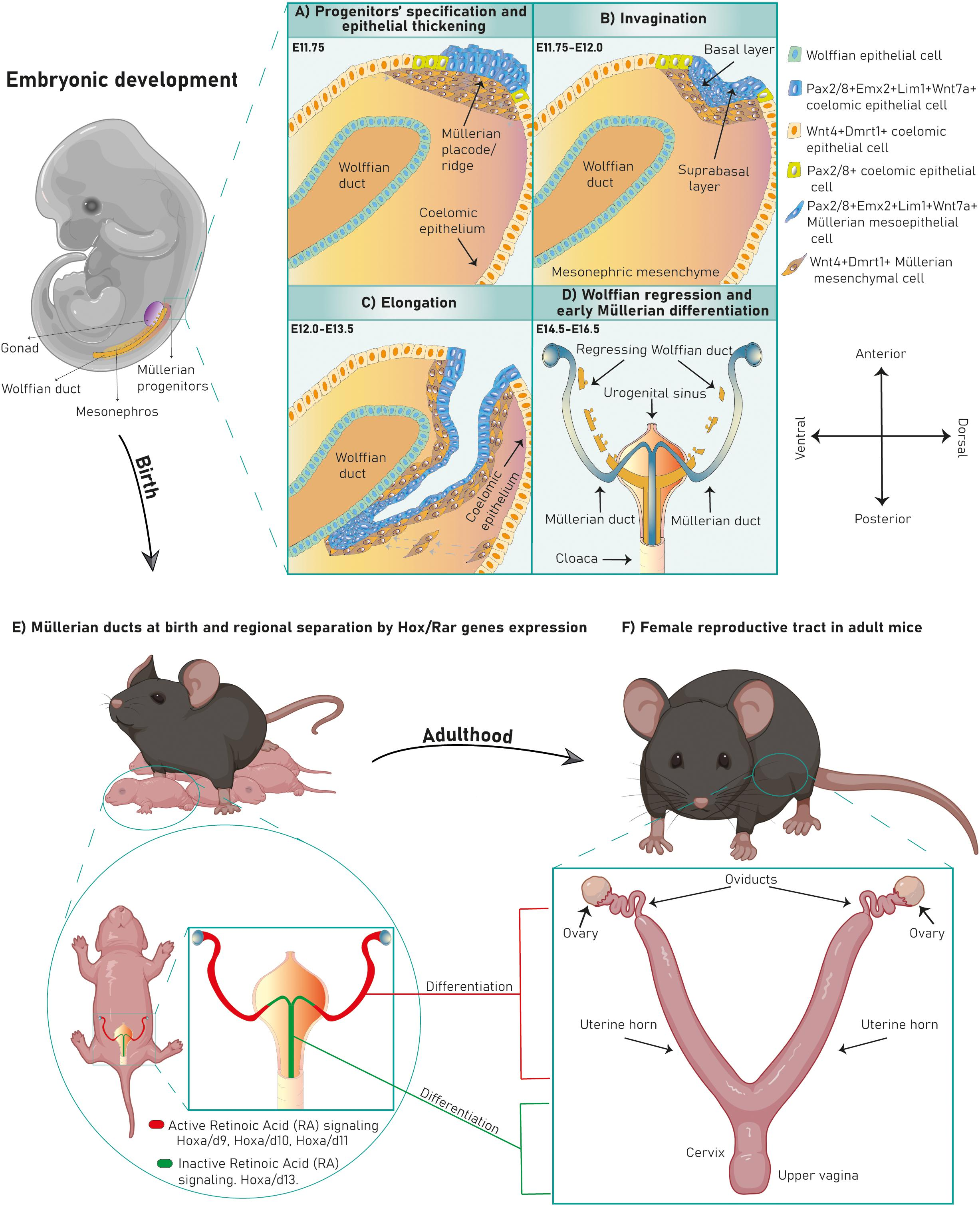
Ontwikkeling van het vrouwelijke voortplantingsstelsel van muizen met begin van eileidervorming.

Dwarsdoorsnede van een menselijk embryo van acht en een half tot negen weken oud. Wolffian body=oernier

De gang van Müller , buis van Müller of ductus paramesonephricus is een gepaard orgaan dat zich ontwikkelt in de vroege stadia van de embryonale ontwikkeling bij mensen en andere zoogdieren. Het is een belangrijke structuur die een cruciale rol speelt bij de vorming van vrouwelijke voortplantingsorganen. Ze lopen langs de laterale zijden van de gonadale richel en eindigen bij het tuberculum sinuale in de sinus urogenitalis primordialis. Ze zullen zich ontwikkelen tot de eileiders, de baarmoeder, de baarmoederhals en het bovenste derde deel van de vagina. De gangen van Müller eindigen in een epitheliale verhoging, het tuberculum sinuale, op het ventrale deel van de cloaca tussen de openingen van de gangen van Wolff. In een later stadium opent de verhoging zich in het midden en verbindt de gangen van Müller met de cloaca.

## Ontwikkeling
Het vrouwelijke voortplantingssysteem bestaat uit twee embryologische segmenten: de sinus urogenitalis en de gangen van Müller. De twee zijn samengevoegd bij de sinus tuberculum. De sinus tuberculum is de proliferatie van endoderm geïnduceerd door de gangen van Müller. Gangen van Müller zijn aanwezig in het embryo van beide geslachten. Alleen bij vrouwen ontwikkelen ze zich tot voortplantingsorganen. Bij mannetjes van bepaalde soorten degenereren ze, terwijl de aangrenzende gangen van Wolff ontwikkelen zich tot mannelijke voortplantingsorganen. De op geslacht gebaseerde verschillen in de bijdragen van de gangen van Müller aan de voortplantingsorganen zijn gebaseerd op de aanwezigheid en de mate van aanwezigheid van het antimüllerseganghormoon.
Tijdens de vorming van het voortplantingssysteem worden de gangen van Müller net lateraal van de gangen van Wollf gevormd in zowel vrouwelijke als mannelijke embryo's zes weken na de bevruchting. Gedurende deze tijd migreren de oorspronkelijke oerkiemcellen van de dooierzak naar de gonadale richel; een gebied van mesenchym dat voortkomt uit en parallel loopt met de oernier. De gangen van Müller worden gevormd door de craniocaudale (langs de lengte as) invaginatie van een laag van verdikt coelomisch epitheel dat zich uitstrekt van het derde thoracale segment caudaal naar de achterwand van de sinus urogenitalis. De caudale delen van de gangen van Müller versmelten tot één enkele gang, bekend als het uterovaginale primordium, voordat het uitmondt in het dorsale deel van de sinus urogenitalis bij het tuberculum sinuale direct mediaal van de gangen van Wolff.

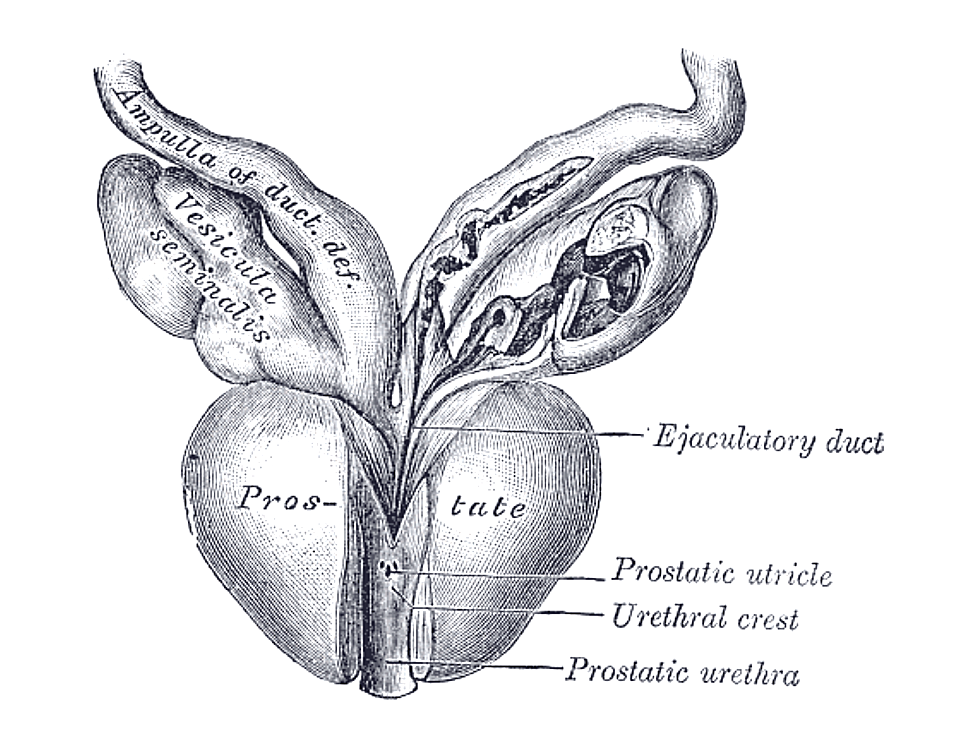

## Functie
Bij vrouwen ontstaan uit de gangen van Müller de eileiders, de baarmoeder en het bovenste deel van de vagina, terwijl de gangen van Wolff degenereren door de afwezigheid van mannelijke androgenen. Daarentegen beginnen de gangen van Müller te prolifereren en te differentiëren in een craniale-caudale progressie om de bovengenoemde structuren te vormen. Gedurende deze tijd differentieert het enkellaagse epitheel van de gang van Müller zich in andere structuren, variërend van het trilhaarepitheel in de eileiders tot gestratificeerd plaveiselepitheel in de vagina.
De gangen van Müller en de gangen van Wolff delen een meerderheid van hetzelfde mesenchym vanwege Hox-genexpressie. De tot expressie gebrachte genen spelen een cruciale rol bij het bemiddelen in de regionale karakterisering van structuren langs de craniale-caudale as van het vrouwelijke voortplantingsstelsel.

## Antimüllerseganghormoon
De ontwikkeling van de gangen van Müller wordt gecontroleerd door de aan- of afwezigheid van het antimüllerseganghormoon.
AMH is een glycoproteïnehormoon dat wordt uitgescheiden door de sertolicellen (voedstercellen) bij mannen (Homo sapiens) wanneer ze hun morfologische differentiatie beginnen als reactie op SRY-genexpressie. AMH wordt vanaf week acht uitgescheiden, wat er op zijn beurt voor zorgt dat de gangen van Müller zeer snel achteruitgaan tussen de 8e en 10e week. Er kunnen echter nog steeds kleine gangen van Müller worden geïdentificeerd, en de overblijfselen kunnen nog worden gevonden bij de volwassen man, gelegen in de Morgagni-hydatide, een klein stukje weefsel geassocieerd met de teelbal. Overblijfselen van de gangen van Müller kunnen ook worden gevonden in de utriculus prostaticus.
AMH-receptortype II (AMHR-II), ook bekend als Misr-II, zorgt ervoor dat AMH indirect inwerkt op mesenchymcellen rond de gangen van Müller in plaats van rechtstreeks in te werken op het epitheel van de gang. Het activeren van deze receptor zorgt ervoor dat de gangen degenereren. Het belang van mesenchymale-epitheliale overgangsignalering is het behouden van AMHR-II-expressie in het mesenchym. Bij afwezigheid van de Wnta7a in het epitheel van de gang, terwijl de gangen degenereren, gaat de AMHR-II-expressie verloren en zouden resterende gangen van Müller bij mannen achterblijven, waardoor het urogenitale stelsel wordt afgestoten.
Cryptorchisme (niet-ingedaalde testis) of ectopische testis met liesbreuken zijn bij mannen geïdentificeerd als gevolg van AMH- en AMHR-II-genmutaties. Studies hebben een andere AMH-receptorgroep onthuld, AMH-receptortype I (AMHR-I), gebaseerd op het feit dat de AMH een TGF-β/BMP-familielid is. Studies hebben aangetoond dat ALK2, Alk3 (of BMPr 1a) en Alk6 allemaal dienen als AMHR-I-receptoren. Wanneer deze receptoren worden geblokkeerd of uitgeschakeld bij muizen in het mesenchym van de gangen van Müller, gaat de door AMH geïnduceerde regressie van de gangen van Müller niet door.

## Klinische betekenis

### Mutaties in AMH
Van personen die 46 jaar oud zijn, XY en positief zijn getest op mutaties in hun AMH- of AMH-receptorgenen, is bekend dat ze kenmerken vertonen die typerend zijn voor die welke worden vertoond bij het Persistent Mullerian Duct Syndrome (PMDS), vanwege het feit dat de gangen van Müller niet degeneren. Wanneer dit gebeurt, ontwikkelen de individuen structuren die zijn afgeleid van de gangen van Wolff, en ook structuren die zijn afgeleid van de oerniergang. Een man met een aanhoudend Müller-gangsyndroom kan een bovenste vagina, baarmoeder en eileiders hebben, evenals een zaadleider samen met mannelijke uitwendige geslachtsorganen. De vrouwelijke organen bevinden zich in de juiste anatomische positie, maar de positie van de teelbal varieert. In 60% tot 70% van de gedetecteerde gevallen zullen beide teelballen in de normale positie van de eierstokken liggen; ongeveer 20% tot 30% van de tijd zal een van de teelballen in de liesbreukzak liggen, terwijl in andere gevallen beide teelballen in dezelfde liesbreukzak zullen liggen. Wanneer een persoon echter een Persistent Mullerian Duct Syndrome (PMDS) vertoont, loopt de zaadleider langs de zijkanten van de baarmoeder.

### Afwijkingen van de gang van Müller
De gangen van Müller spelen een cruciale rol in het vrouwelijke voortplantingsstelsel en differentiëren zich voor het vormen van de eileiders, de baarmoeder, het bovenste deel van de vagina en de baarmoederhals. Er kunnen veel soorten aandoeningen optreden wanneer dit systeem wordt verstoord, variërend van baarmoeder- en vaginale agenesie tot de verdubbeling van ongewenste cellen van de baarmoeder, zoals bij uterus didelphys en de vagina. Gang van Müller-misvormingen zijn meestal gerelateerd aan afwijkingen van het nier- en axiale skeletstelsel. Storingen in de eierstokken en afwijkingen op leeftijd kunnen meestal ook in verband worden gebracht met de gangen van Müller. Meestal worden afwijkingen herkend zodra de uitwendige genitaliën niet langer gemaskeerd zijn en de afwijkingen in de inwendige voortplantingsorganen aan het licht komen. Vanwege een zeer breed scala aan afwijkingen is het erg moeilijk om afwijkingen aan de gangen van Müller te diagnosticeren.
Dankzij verbeterde chirurgische instrumenten en technieken kunnen vrouwen met afwijkingen aan de gangen van Müller normale seksuele relaties hebben. Door het gebruik van Vecchietti- en McIndoe-technieken kunnen vrouwen hun seksuele activiteit uitoefenen. Aan de andere kant hebben veel andere chirurgische ontwikkelingen de vruchtbaarheidskansen en de verloskundige uitkomsten enorm verbeterd. Kunstmatige voortplantingstechnologie maakt het voor sommige vrouwen met afwijkingen aan de gangen van Müller mogelijk om gezonde baby's te verwekken en te baren.